# Bābā Jān-e Pālīzī
Bābā Jān-e Pālīzī är en ort i Iran.   Den ligger i provinsen Kermanshah, i den västra delen av landet, 400 km väster om huvudstaden Teheran. Bābā Jān-e Pālīzī ligger 1 335 meter över havet och antalet invånare är 446.
Terrängen runt Bābā Jān-e Pālīzī är kuperad åt sydost, men åt nordväst är den platt. Terrängen runt Bābā Jān-e Pālīzī sluttar norrut.Runt Bābā Jān-e Pālīzī är det ganska tätbefolkat, med 185 invånare per kvadratkilometer. Närmaste större samhälle är Kahrīz, 7,9 km öster om Bābā Jān-e Pālīzī. Omgivningarna runt Bābā Jān-e Pālīzī är i huvudsak ett öppet busklandskap.